# زولطان كلوغر
زولطان كلوغر (بالعبرية: זולטן קלוגר‏) (و. 1896 – 1977 م) هو مصور من إسرائيل، والمجر، ولد في كيكسكيميت، توفي في مانهاتن، عن عمر يناهز 81 عاماً.